# トッフィア
トッフィア（伊: Toffia）は、イタリア共和国ラツィオ州リエーティ県にある、人口約1,100人の基礎自治体（コムーネ）。

## 地理

### 位置・広がり
リエーティ県南西部のコムーネ。県都リエーティから南南西へ23kmの距離にある。

#### 隣接コムーネ
隣接するコムーネは以下の通り。括弧内のRMはローマ県所属を示す。
- カステルヌオーヴォ・ディ・ファルファ
- ファーラ・イン・サビーナ
- ネーロラ (RM)
- ポッジョ・ナティーヴォ

### 気候分類・地震分類
トッフィアにおけるイタリアの気候分類 (it) および度日は、zona D, 1830 GGである。
また、イタリアの地震リスク階級 (it) では、zona 2B (sismicità media) に分類される。